# Ballsh
Ballsh (albanisch auch Ballshi) ist eine Kleinstadt im südlichen Mittelalbanien mit 5000 Einwohnern. Sie ist Sitz der Gemeinde Mallakastra, am Übergang von der Myzeqe-Ebene ins südalbanische Hügelland gelegen, 20 Kilometer südöstlich von Fier. Ballsh ist Zentrum der Ölförderung Albaniens und Standort der größten Raffinerie des Landes. Zudem ist das Städtchen das lokale Zentrum der Region.
Die wichtigste Fernverkehrsstraße nach Südalbanien, die SH 4, führte lange durch den Ort. Heute verläuft die Route aber weiter westlich im Tal der Vjosa. Der Reisezugverkehr auf der Bahnstrecke Fier–Ballsh von Fier nach Ballsh wurde im Jahr 2000 eingestellt es verkehren seit einem unbekannten Zeitpunkt auch keine Güterzüge zur nahegelegenen Raffinerie mehr.
Der lokale Fußballklub KS Bylis Ballsh spielt in der höchsten Liga.

## Geschichte
Mitte des 4. Jahrhunderts v. Chr. gründeten Illyrer auf einer Bergkuppe eine Stadt, das spätere Byllis, die mit einer Befestigungsmauer umgeben zum Hauptort des Illyrerstammes der Byllionen wurde. Ab Mitte des 2. Jahrhunderts v. Chr. gehörte sie mit dem damaligen Namen Colonia Byllidensium zur römischen Provinz Makedonien. In Ballsh wurden zwar römische Säulenreste vorgefunden, die Siedlung Ballsh fünf Kilometer nördlich von Byllis und abseits der Verkehrswege ist in römischer Zeit aber nicht gesichert. Die letzte Blütezeit von Byllis war im 6. Jahrhundert n. Chr. unter dem oströmischen Kaiser Justinian I. Es muss ein wichtiges christliches Zentrum gewesen sein, denn in einem Dutzend kleinerer Gemeinden im Umkreis von fünf bis zehn Kilometern um Byllis wurden Reste von frühchristlichen Basiliken entdeckt.

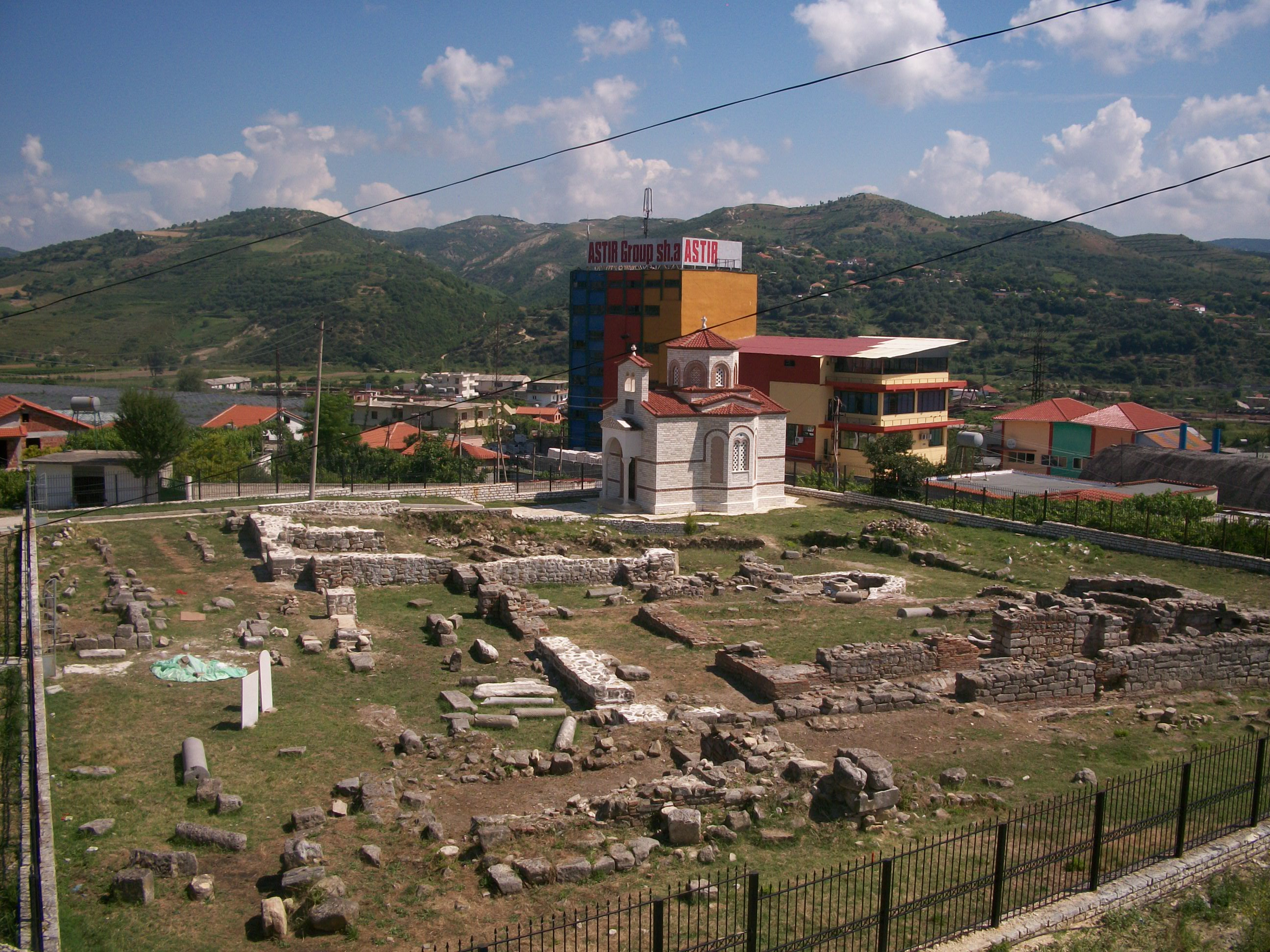
Ausgrabungsgelände der Basilika

In Ballsh (damals Baletium) wurden an der Durchgangsstraße im Ort die Fundamente einer dreischiffigen Basilika aus dem Anfang des 6. Jahrhunderts freigelegt. Man fand Bodenplatten aus Marmor von der griechischen Insel Euböa und Säulen aus ägyptischem Granit. Auf dem Gelände ist ein kleiner Kirchenneubau.
Byllis wurde nach dem verheerenden Slaweneinfall 586 n. Chr. nicht wieder aufgebaut. Es blieb danach verlassen, die Bewohner und auch der Bischof zogen nach Ballsh. Byllis wurde geplündert, steinerne Reste finden sich als Baumaterial in Ballsh wieder. Im 11. oder 12. Jahrhundert wurden in der Basilika die Zwischenräume der Säulenreihen zugemauert. Nach Grabungsergebnissen muss es im Mittelalter auch ein Kloster in Ballsh gegeben haben. Eine 1919 in den Ruinen des Klosters gefundene Säule mit einer altbulgarische Inschrift, erwähnt das Jahr 6374 (865/866) nach dem altbulgarischen Kalender, als das wichtiges Ereignis während der Regierungszeit des Herrschers Boris I. Man nimmt an, das in diesem Jahr die Christsanierung des Bulgarenreiches erfolgte. Tatsächlich wird 1219 im jetzt als Glavinitza bezeichneten Ort ein Kloster des Heiligen Demetrius erwähnt. Im 14. Jahrhundert wird der Ort als Bischofssitz aufgeführt, ein deutscher Bischof war von 1351 bis 1357 zu Besuch.
Unter den Gebietsherrschern dieser Jahre und bis zur Zeit Skanderbegs im 15. Jahrhundert gewann auch der Familienclan der Ballshas an Bedeutung. Ihr Einflussbereich reichte weit über die Mallakastra-Region hinaus.
Von 1972 bis 1987 gab es in Ballsh ein Gefangenenlager, welches unter der Diktatur Enver Hoxhas errichtet wurde. Die dortigen Zwangsarbeiter mussten in dem mit chinesischer Hilfe gebauten Werk der Erdölindustrie arbeiten. Zeitweise waren in dem Lager bis zu 2.000 Gefangene untergebracht, die dort unter menschenunwürdigsten Bedingungen lebten. In dem Lager saßen auch sehr alte Menschen ein.
Der wirtschaftliche Niedergang im Ort führte auch zu einer starken Abwanderung aus der Gegend. 2001 wurden noch über 9000 Einwohner gezählt. 2011 waren es noch 7657 Einwohner. In den nächsten zwölf Jahren ging die Bevölkerung nochmals um 35 % auf 4944 Personen zurück. Praktisch jeder zweite Einwohner hat den Ort verlassen.

## Wirtschaft
Um Ballsh liegen fünf Öllagerstätten. Das größte Ölfeld Albaniens, Marinza bei Patos wenige Kilometer nördlich der Stadt, wurde 1957 entdeckt. Noch näher liegt das erst 1966 entdeckte Ölfeld Ballsh. Die Raffinerie in Ballsh hatte eine theoretische Verarbeitungskapazität von 1 Mio. Tonnen Rohöl pro Jahr, die einzige weitere Raffinerie in Fier von 0,5 Mio. Tonnen. Diese Mengen wurden nur um 1980 erreicht: Im Jahr 2000 waren es in Ballsh 300.000 Tonnen, damit weniger als ein Drittel der Kapazität. 2005 betrug die Gesamtproduktion im Land auch nur 382.000 Tonnen.
Ursachen für die geringen Produktionsmengen sind einerseits veraltete Fördermethoden und zum anderen veraltete Anlagen zur Aufbereitung. Die Raffinerie von Ballsh wurde 1978 gebaut mit einer Technologie aus den 1960er Jahren.
2006 beschloss die mittlerweile privatisierte Betreibergesellschaft ARMO, 2,6 Mio. € in ein neues Anlagenteil zu investieren. Eine weitere, für Bohrtechnik zuständige Gesellschaft, die 1999 aus der staatlichen Albanian Petroleum Corporation (APC) abgespalten wurde, ist die ebenfalls privatisierte Servcom. Dazu kommt die bisher noch staatseigene Albpetrol, die die Rohölförderung unternimmt.
Nach dem Konkurs von ARMO im Jahr 2016 ging die Raffinerie an die Credins Bank über, die sie fünf Jahre später an eine Baumaterialfirma veräußerte. Diese ging sofort dazu über, die Raffinerie zu zerlegen und das Altmetall zu verkaufen. Das Gelände ist heute eine Brache. Es gibt Pläne, dort ein großes Solarkraftwerk zu bauen.

## Umweltprobleme

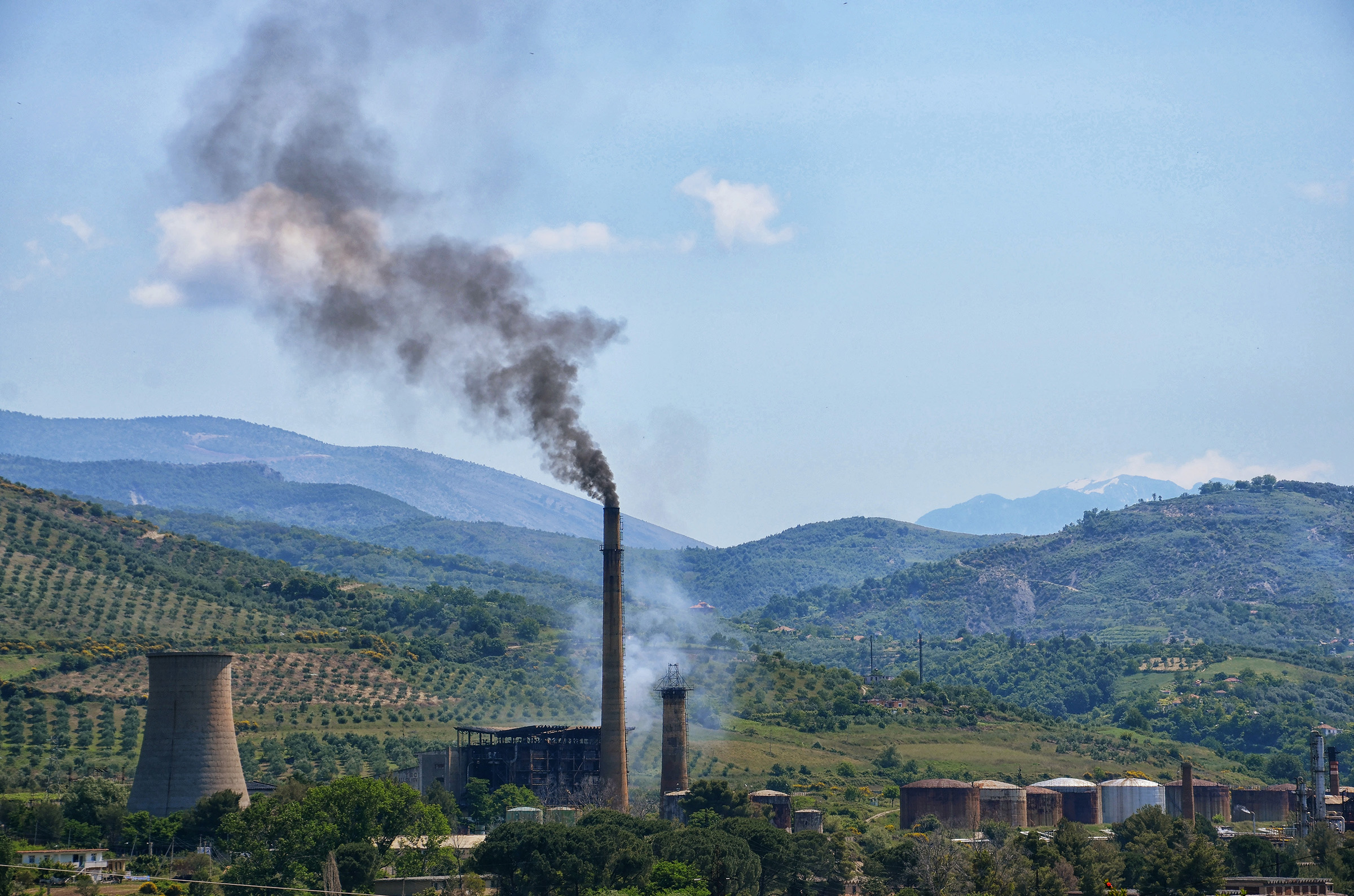
Die Raffinerie in Ballsh

Das in Ballsh produzierte Diesel und Benzin ist für den Endverbraucher billiger als importierter Kraftstoff. Grund ist die mindere Qualität durch zu hohen Schwefelanteil. Dieser beträgt bei dem in der Umgebung geförderten Rohöl 6 %. Der meiste Schwefel entweicht allerdings mit dem bei der Förderung freigesetzten Erdgas in die Luft.
Nachhaltiger ist die Verschmutzung der Böden in der gesamten Region. Je nach Studie werden 5–7 % technische Verluste angegeben. Diese Menge Rohöl verschwand bei der Förderung, durch Lecks in Transportleitungen, bei der Raffinerie und der Lagerung. Gefährdet ist die Trinkwasserversorgung um Ballsh, und durch unzureichende Klärung der Raffinerieabwässer wurden diese in den Fluss Gjanica geleitet. Dieser treibt Ölschmutz bis in die Adria.
Verschiedene Joint Ventures mit Unternehmen in Großbritannien, Kanada und Deutschland konnten die Probleme nicht ursächlich angehen. 